# 短綿斑蚜
短綿斑蚜是半翅目蚜蟲的一種。它是一種綠色的小昆蟲，身體柔軟有翅膀。它生活在垂枝樺（Betula pendula）上，通過吸吮汁液並以其芽和葉為食。

## 描述
短綿斑蚜呈淺綠色帶藍色調。藍色是由於在觸角和腿上特別明顯的藍色蠟顆粒的粉塵導致。所有成蟲都有膜質的翅膀，在春季和夏季，所有個體都是雌性。

## 生物學
在白樺樹枝上越冬的卵會在春天孵化。若蟲在葉芽破裂時以其和嫩葉為食。它們迅速長成有翅膀的雌性，一旦它們成年就開始通過孤雌生殖產生新幼體。新一代會發育成更多有翅膀的雌性，蚜蟲的數量很快就會增加。如果受到干擾，它們會迅速展翅高飛。有些飛到附近的白樺樹上，有些飛到同一棵樹的其他地方，但到7月左右，它們就會停止繁殖。9月，白樺樹葉開始變黃，蚜蟲恢復繁殖，更多若蟲胎生繁殖。隨著白晝的縮短，繁殖模式也發生變化。產生的下一代成蟲由灰色帶翅的雄性和棕色帶翅的產卵雌性組成。交配後，雌性在白樺樹枝上產下成批的橙色卵。成蟲死亡後，卵會很快變成有光澤的黑色。它們能夠抵禦嚴寒的冬季天氣，並在樹木即將恢復生長的春天孵化。

## 生態學
與許多其他種類的蚜蟲一樣，短綿斑蚜對其宿主的身份非常特殊。垂枝樺是原產於歐洲的觀賞樹種，已被引進北美、澳大利亞、新西蘭等世界各地，蚜蟲也隨之而來。蚜蟲還沒有適應在這些國家原產的其他樺樹物種中定居。在歐洲，常見的毛樺（Betula pubescens）有特有的蚜蟲種類樺綿斑蚜（Euceraphis punctipennis）。曾有人認為其與短綿斑蚜相同，但已發現兩者之間染色體的差異，現在它們被認為是不同的物種。
瓢蟲及其幼蟲以蚜蟲為食。在美國，灰眼斑瓢蟲（Anatis ocellata）專門捕食各種樹木上的蚜蟲。他們的飲食包括短綿斑蚜和松蚜。十四星裸瓢蟲（Calvia quatuordecimguttata）也以短綿斑蚜為食。